# Bundesautobahn 74
De Bundesautobahn 74 (kortweg A74) was een geplande Duitse autosnelweg die een verbinding moest gaan vormen van Chemnitz via Zschopau en Marienberg naar de Duits-Tsjechische grens bij Reitzenhain.
Het precieze verloop bij Chemnitz is onbekend, daar er zowel een aansluiting in het oosten op de A4 als een aansluiting in het zuiden op de A72 mogelijk was. De planning vanaf Chemnitz naar de Tsjechische grens zou vrijwel identiek zijn aan het verloop van de B174.